# Solis Dorsa
I Solis Dorsa sono una struttura geologica della superficie di Marte.